# Mathieu Drujon
Mathieu Drujon (Troyes, 1 de febrero de 1983) es un ciclista francés que fue profesional entre 2006 y 2013.
Debutó como profesional en el año 2006, con el equipo Auber 93. Se retiró 2013 a los 30 años de edad.

## Palmarés
2001 (como amateur)
- Tour de Haut Anjou

2004 (como amateur)
- 1 etapa del Ronde d'Isard

2013
- Classic Sud Ardèche

## Equipos
- Auber 93 (2006-2007)
- Caisse d'Epargne (2008-2010)
- Auber 93 (2011-2013)
  - BigMat-Auber 93 (2011)
  - Auber 93 (2012)
  - BigMat-Auber 93 (2013)